# Día Mundial de la Esclerosis Múltiple
El Día Mundial de la Esclerosis Múltiple es una jornada que se conmemora el 30 de mayo desde 2009, fue establecida ese mismo año por la Federación Internacional de Esclerosis Múltiple.

## Proclamación
El Día Mundial de la Esclerosis Múltiple, también denominado como Día Mundial de la EM, fue establecido en 2009 por la Federación Internacional de Esclerosis Múltiple (MSIF, por sus siglas en inglés). Esta iniciativa surgió con el objetivo de aumentar la concienciación sobre la esclerosis múltiple, una enfermedad que afecta a millones de personas alrededor del mundo, y fortalecer la solidaridad y la esperanza entre la comunidad afectada.

## Celebración
Este día se celebra anualmente cada 30 de mayo. La elección de esta fecha busca marcar un momento de unión y sensibilización durante este mes, periodo durante el cual se llevan a cabo múltiples eventos y campañas globales relacionadas con la enfermedad. La primera celebración tuvo lugar en 2009, coincidiendo con la ascensión del Monte Everest por Lori Schneider, la primera persona con esclerosis múltiple en lograrlo. Desde entonces, cada año se centra en un tema diferente para abordar distintos aspectos de la esclerosis múltiple y sus impactos.

## Temas
- 2009: Participa en el movimiento global. Acaba con la EM[4]
- 2010: Día Mundial de la EM, Carga económica mundial de la Esclerosis Múltiple[4][5]
- 2011: Avanzamos Juntos[4][6]
- 2012: Vivir con EM,[4]Conozca las 1000 caras de la EM[7]
- 2013: ¿Cual es tu lema?,[4] Jóvenes con Esclerosis Múltiple[8]
- 2014: el acceso[4][9]
- 2015: Juntos, somos más fuertes que la EM[4][10]
- 2016: Independencia[4][11]
- 2017: La Vida con EM[4][12]
- 2018: Acercándonos más[4][13]
- 2019: Mi EM invisible[4][13]
- 2020: Conexiones EM, Me conecto, nos conectamos[4][14]
- 2021: Conexiones EM, Me conecto, nos conectamos[4][15]
- 2022: Conexiones EM, Promover y compartir las conexiones entre las personas[4][16]
- 2023: Conexiones EM, Una vida en comunidad. Una vida con más oportunidades[17][18][19]
- 2024: Mi diagnóstico de EM[20]